# Cacería (House M. D.)
Hunting (en español: "Cacería") es el séptimo episodio de la segunda temporada de la serie estadounidense House M. D.. Fue estrenado el 22 de noviembre de 2005 en Estados Unidos y emitido el 9 de mayo de 2006 en España. El capítulo se había titulado originalmente como "Pestes" ("Pests").
Un joven con sida que tiene problemas respiratorios logra que House lo atienda contra su voluntad. House supone que se trata de una infección oportunista, típica del sida, pero los análisis negativos y los síntomas irán indicando otra cosa, relacionada con la cacería de zorros. House quiere reconquistar a Stacy, su excompañera y lograr que esta se separe de su esposo, utilizando para ello el informe psiquiátrico que sustrajo en el capítulo anterior. Para "cazar" a Stacy, House se compromete a cazar a una rata en su casa, a la que bautiza Steve McQueen y adopta como mascota. Cameron sufre un accidente laboral en el que se ve expuesta al contagio del virus HIV, que la afecta profundamente y la lleva a drogarse y mantener relaciones sexuales con Chase.

## Sinopsis

### Caso principal
Kalvin Ryan, un joven fotógrafo homosexual enfermo de sida, ha estado persiguiendo a House para que lo examine, porque tiene fiebre y dificultades respiratorias. Una mañana House se lo encuentra al salir de su casa con Wilson. A House no le interesa examinarlo porque le resulta obvio que Kalvin está afectado por alguna de las infecciones oportunistas que acompañan al sida. Pero Kalvin insiste que su conteo de linfocitos T está bien y que ningún médico ha podido explicar sus síntomas. Kalvin toma el bastón de House para evitar que se vaya y comienzan a forcejear hasta que House lo suelta de improviso, causando que el joven caiga hacia atrás y golpee contra un automóvil. En ese instante sufre un colapso y Wilson ve que tiene un shock anafiláctico. Lo tienen que trasladar inmediatamente al hospital. Amenazando al hospital con denunciar a House por agresión, logra que éste lo atienda.

Símbolo de la lucha contra el sida. House no quiere atender a un joven enfermo de sida porque piensa que los síntomas obedecen a alguna infección oportunista. El joven lo obliga a tomar su caso y resulta que su enfermedad no tenía relación con el virus HIV.

House presenta el caso a su equipo y ven que las pruebas han dado negativo para todos las enfermedades relacionadas con el sida. El conteo de linfocitos T indica que la medicación hace que su sistema inmunitario se regenera correctamente. Aun así, Kalvin se sigue poniendo peor. House se pregunta si no tendrá síndrome de reconstitución inmune (SRI), una condición que puede presentarse en casos de tratamiento contra el sida por la cual el sistema inmunitario se recupera y ataca con severas inflamaciones, antiguas infecciones oportunistas. Pide que le hagan unas placas de rayos X para encontrar la antigua infección y manda administrar esteroides.
El equipo descubre que la madre padeció diabetes y el padre -con quien no se habla- cirrosis y que consume habitualmente todo tipo de drogas recreativas (crystal y éxtasis). Kalvin se define como un "chico PNP" (Party and Play), un término para referirse a la costumbre de mantener sexo grupal con consumo de drogas. Por otra parte, las últimas tres infecciones oportunistas relacionadas con el sida que padeció fueron toxoplasmosis, citomegalovirus (CMV) y pneumocystis jirovecii (PCP). House ordena administrarle sulfadiacina, ganciclovir y Bactrim, respectivamente, para ver si el SRI está actuando contra alguna de esas infecciones.
Durante una de las revisaciones, Cameron y Kalvin mantienen una conversación sobre los riesgos involucrados en el consumo de drogas y el sexo. Kalvin menciona que él utiliza condón cuando su compañero sexual es HIV negativo, pero no cuando ya está infectado ("¿para qué vas a ponerte un impermeable si ya estás mojado?"). Pero Cameron le responde que debe cuidarse de otras enfermedades de transmisión sexual como la hepatitis u otra cepa del HIV y le recuerda que el sida ya no es una sentencia de muerte. Kalvin a su vez le devuelve que en tren de suponer, también podría ser atropellado por un bus. En ese momento tiene un ataque durante el cual tose sangre (hemoptisis) que llega a salpicar la cara de Cameron. El riesgo de contagio es mínimo, pero para hacerlo aún menor se le recomienda profilaxis de post exposición, con tres antivirales (Finavir, Zidovudina y Lamivudina), debiendo realizarse durante 6 meses. Cameron queda muy preocupada. 
House le resta importancia al accidente sufrido por Cameron y se centra en descubrir qué significa la tos, porque es un nuevo síntoma, que anula la posibilidad de que se tratae del SRI. Chase piensa que podría ser sarcoma de Kaposi, pero no hay edema ni sangre en la orina. Cameron vuelve rápidamente a trabajar y descarta que sea granulomatosis de Wegener, porque hubiera respondido a los esteroides, pero piensa que la afección de Kalvin podría estar relacionada con el consumo de drogas, ya que se suelen utilizar sustancias venenosas para adulterar las anfetaminas, como ácido de baterías, lejía, kerosene... House manda entonces a que revisen la casa del paciente.
Chase y Cameron van a la habitación del hotel donde vive Kalvin. Hallan fotografías tomadas por Kalvin de unas bombillas rotas que datan de los años 30, cuando la luz fluorescente contenía grandes cantidades de una berilio. Chase le comenta a House que su padre hizo un trabajo sobre los efectos negativos de la beriliosis para el sistema respiratorio. Deciden hacer una biopsia de los pulmones.
Cameron realiza la biopsia y habla con Kalvin sobre el incidente, mostrándose controlada y diciéndole que él no tuvo la culpa. Kalvin le dice que si quiere analizar las metanfetaminas que consume, las tiene en su mochila; más adelante le dirá que ante el estrés del accidente, le vendría bien probar.
Kalvin sufre un ataque respiraratorio que parece debido a una hemorragia del pulmón que presiona sobre el corazón (taponamiento cardíaco). Siente que va a morirse y le pide a Cameron que le diga a su padre que lo lamenta. Para drenar la herida, Foreman le clava una aguja en el pecho, pero en lugar de salir sangre sale un fluido claro, lo que indica un tumor en el corazón.
Ante la posibilidad de cáncer, Kalvin es enviado a Oncología donde Wilson le realiza una tomografía computada (TC) que revela la presencia de una gran masa en el corazón y otras de menor tamaño en los pulmones. Cameron señala que podrían no ser cancerosas, pero Wilson dice que es el típico linfoma no-Hodgkin (LNH). Cameron insiste en que podría tratarse de otra enfermedad, como la sarcoidosis y pide realizarle el test de Kveim-Siltzbach, y aunque no existen otros signos, House lo autoriza. A House le llama también la atención lo que dijo Kalvin cuando creía que se moría: ¿de qué pide perdón a su padre? 
House y Cameron van a la habitación de Kalvin y ven que su padre ha venido a visitarle. Tienen una relación muy difícil ya que le echó de casa a los 16 años. House provoca a ambos y el padre dice que Kalvin mató a su madre, aunque lo que ocurrió en realidad es que la madre necesitaba un trasplante de riñón y los únicos compatibles eran los de su hijo, pero como ya era seropositivo no se los pudo donar. Su padre no le reprocha ser gay, sino haberse contagiado sida cuando era un adolescente por no utilizar condón.

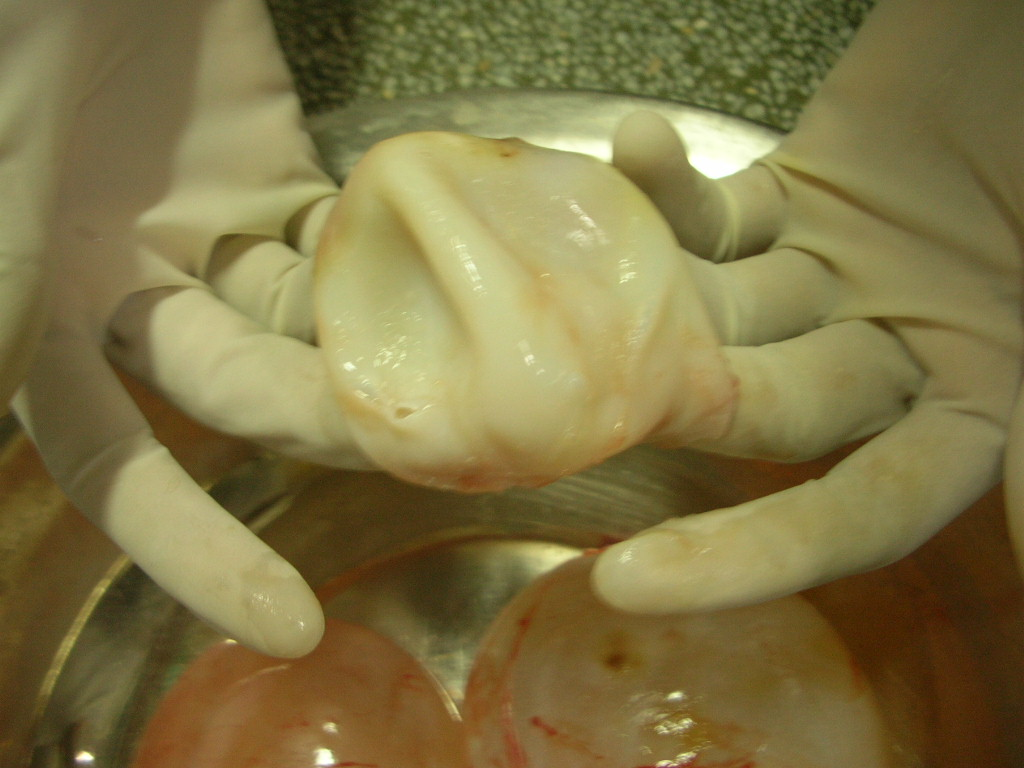
Quiste hidiatídico extraído del pulmón. Padre e hijo padecían la misma enfermedad contraída muchos años atrás durante una cacería.

El test sobre sarcoidosis da negativo, por lo que sólo queda una hipótesis: cáncer (linfoma no-Hodgkin). Hay que realizar una biopsia muy riesgosa. Poco después House y Wilson caminan por un pasillo y éste le recrimina haber llevado la rata que cazó en la casa de Stacy (ver Relaciones entre los personajes) ya que podría transmitir la infección o tener parásitos. House, que venía pensando en el padre de Kalvin y en el sudor que muestra, asocia la palabra "parásitos" que mencionó Wilson sobre la rata, que le dispara un razonamiento interno que lo lleva a descubrir que el paciente no tiene cáncer.
Padre e hijo tienen la misma enfermedad: hidatidosis, causada por un parásito llamado Echinoccocus granulosus. Las masas que tiene Kalvin en su corazón y pulmones no son tumores sino quistes hidiatídicos. La supuesta cirrosis de su padre, seguramente es en realidad un quiste hidiatídico. La contrajeron juntos cazando zorros en Montana, cuando Kelvin era un niño. Los parásitos habitan en el animal y cuando éste muere se pasan al hombre. Los quistes aíslan a los parásitos y evitan que se noten en los análisis. Cuando se rompen por algún golpe, causan un shock anafiláctivo como el que sufrió Kalvin al comienzo del capítulo.

### Atención clínica de rutina
House consulta a Foreman sobre otro caso, que tiene un tic en el cuello. En realidad se trata de la rata que está en la casa de Stacy. Foreman opina que puede tratarse de una infección o un tumor cerebral. House le sumistra Cumarina a la rata, mezclándola con queso. La rata tiene micoplasmosis, una enfermedad causada por bacterias parásitos, y es curada con dos semanas de antibióticos.
House infectará a su rata en el capítulo Euforia, parte 2 (2-21) para descubrir la enfermedad que estaba matando a Foreman.

### Relaciones entre los personajes
House admite ante Wilson que ha hecho copias del informe psiquiátrico de Stacy y éste se escandaliza por su falta de ética. Pero House quiere por encima de todas las cosas descubrir cómo va la relación entre su exnovia y su marido, Mark, para poder reconquistarla. Lo que más le ha gustado es saber que la pareja ni siquiera tiene sexo.
Cuddy le dice a House que tiene que ir ver a Stacy para que le asesore sobre su problema con el paciente. Él ve la ocasión ideal para intentar sabotear su matrimonio ahora que conoce todas sus debilidades a través del informe psiquiátrico. Stacy está en su casa porque debe esperar que una empresa fumigadora vaya a eliminar una rata. House se ofrece entonces para matar él mismo la rata con un anticoagulante. Cuando Wilson se entera comenta: "tratar de volver a ganar a Stacy matando un animal... muy hombre de las cavernas". Pero cuando está por colocar el medicamento, se encuentra con la rata y ve que lo mira ladeando la cabeza. El síntoma puede indicar una infección o un tumor cerebral, que podría estar causado por algo que también puede afectar a Stacy y Mark. Decide entonces cazar a la rata, lo que finalmente hace junto a Stacy, bautizándola Steve McQueen y adoptándola como mascota. Steve McQueen (1930-1980) es un actor fallecido, favorito de Hugh Laurie en la vida real, que como House era apasionado por las motos y por los riesgos ("Steve McQueen no huye de los peligros"). En su intento por "cazar" a Stacy llega a decirle que sabe que no tiene relaciones con su marido. Entonces ella se da cuenta de que esa información es demasiado confidencial como para que él la intuya y, además, el comportamiento tan agradable que ha tenido durante los últimos días no es propio de él. Estaba fingiendo. House piensa que la ha perdido.
Cameron sufre un accidente con un enfermo de sida y es salpicada en la cara con sangre infectada. Aunque las posibilidades de contagio son mínimas, Cameron se enfrenta a la incertidumbre de qué pueda suceder y toma conciencia de que el hospital, para no tener que indemnizarla, sostendría que era drogadicta o sexualmente promiscua. El accidente la pone frente a su propia forma de encarar la vida, siguiendo estrictamente reglas morales. En una significativa conversación con Kalvin, el paciente de la que pudo haberse infectado, éste le dice que "jugar según las reglas hace que todos los demás sean felices". Chase la invita a tomar algo para mitigar su ansiedad. Ella le dice que lo pase a recoger y cuando Chase está en el apartamento se abalanza sobre él: no quiere una relación sentimental sino solo una noche de sexo. Chase se da cuenta de que está con las metanfetaminas de Kalvin. A la mañana siguiente, House se da cuenta de inmediato de lo que sucedió.

## Diagnóstico
Hidatidosis (equinococosis).

## Citas
Yo se que parecerá que estábamos lavando los platos, pero en realidad solo estábamos teniendo sexo.